# Luigi Lavecchia
Luigi Lavecchia est un footballeur italien né le 25 août 1981 à Turin. Il évolue au poste de défenseur.